# Línea Alcázar de San Juan-Cádiz
La línea Alcázar de San Juan-Cádiz, antiguamente también denominada de forma común como línea Manzanares-Córdoba o línea general de Andalucía, es una línea de ferrocarril de 576,90 kilómetros de longitud y ancho ibérico que pertenece a la red ferroviaria española. Es la única conexión directa de la red clásica entre la Meseta y Andalucía. A lo largo de su trazado circulan un gran número de convoyes ferroviarios. La apertura del Nuevo Acceso Ferroviario a Andalucía (NAFA) en 1992 generó una alternativa a esta saturada línea, evitando así el complejo y tradicional paso de Despeñaperros.
A diferencia de otros trazados, en sus orígenes la línea Alcázar de San Juan-Cádiz no fue construida como tal y nace de la unión de otros trazados anteriores que fueron puestos en funcionamiento entre 1854 y 1866 por diversas compañías. Este es el caso de MZA, que construyó el trazado comprendido entre Alcázar de San Juan y Córdoba, mientras que la Compañía del Ferrocarril de Córdoba a Sevilla que hizo lo propio entre Córdoba y la ciudad hispalense y la sociedad anónima del Ferrocarril de Jerez al Puerto de Santa María y Cádiz construyó el trazado que va desde Sevilla a Jerez y Cádiz.
Siguiendo la catalogación de Adif, es la línea «400».

## Historia

### Construcción
Durante la década de 1850 el desarrollo de los ferrocarriles en España comenzó a despegar, tras la inauguración de las primeras líneas. En 1856 el Estado dio una concesión a la compañía francesa «Grand-Central» para construir un ferrocarril que partía desde la línea Madrid-Almansa y entraba en Andalucía a través de la provincia de Jaén, avanzando hasta Córdoba por el valle del Guadalquivir. Sin embargo, este proyecto terminaría fracasando ante las dificultades que surgieron. En la región andaluza también había en marcha diversas iniciativas ferroviarias. 
En julio de 1854 entró en servicio una línea que unía Jerez de la Frontera con Trocadero, construida para la exportación del vino de Jerez. El proyecto de este pequeña línea databa de 1829 y supuso la primera concesión de ferrocarril en España. Durante los siguientes años se pusieron en marcha otros tramos, que pasarían a manos de la Compañía del Ferrocarril de Sevilla a Jerez y Cádiz. Así, en mayo de 1860 se terminaron las obras de construcción de la línea que unía Jerez y Sevilla; finalmente, el 13 de marzo de 1861 se completó el trazado Trocadero-Cádiz. Para esas fechas ya existía un proyecto que buscaba unir Córdoba y Sevilla por ferrocarril, siendo la Compañía del Ferrocarril de Córdoba a Sevilla la que desde 1857 emprendió las obras de construcción. Los trabajos avanzaron a buen ritmo y para mediados de 1859, tras completarse todos los tramos, ya se encontraba en servicio la nueva línea férrea.
Paralelamente, en 1859 la Compañía de los Ferrocarriles de Madrid a Zaragoza y Alicante (MZA) puso en marcha su expansión hacia Andalucía. En abril de ese mismo año se hizo con la concesión para construir un ferrocarril que fuera desde Alcázar de San Juan hasta Ciudad Real e inició los trabajos de construcción, que se completaron en marzo de 1861. Mientras estas obras tenían lugar, en octubre de 1860, MZA se hizo con la concesión estatal para la construcción de una línea férrea entre Manzanares y Córdoba. Este nuevo ferrocarril, con una longitud prevista de 243,6 km, atravesaría el puerto de Despeñaperros y el valle del Guadalquivir. Debido a las dificultades orográficas con que tropezó la empresa constructora, las obras en el tramo Manzanares-Córdoba no fueron completadas hasta septiembre de 1866, fecha en que la línea quedó abierta al tráfico.

### Explotación y evolución
Para finales de la década de 1860 ya era posible ir en ferrocarril desde Cádiz hasta Madrid. El enlace entre las líneas de Córdoba a Sevilla y de Sevilla a Cádiz se encontraba al norte de la capital hispalense y se hacía por un ramal de unos 6 km, inaugurado en 1861. Los transbordos se realizaban en la estación de Sevilla-Empalme. Con posterioridad, estas líneas pasaron a manos de las compañías MZA y «Andaluces», respectivamente.
A la línea principal se fueron uniendo con posterioridad enlaces con otros ferrocarriles. En Córdoba, en la estación de Cercadilla, ya existía una conexión con la línea Córdoba-Málaga de «Andaluces». Al norte de Utrera también había una conexión con otro ferrocarril propiedad de «Andaluces», la línea Utrera-Fuente de Piedra, cuya construcción se completó en 1878. En torno a la zona de Linares también se articuló un importante nudo de enlaces ferroviarios. En 1877 la MZA inauguró un ramal ferroviario entre Vadollano y Linares, que unía la ciudad con la línea principal Madrid-Córdoba. Varias décadas más tarde, en 1904, esta también quedó enlazada con el ferrocarril Linares-Almería a través de la estación de Baeza-Empalme.
En 1941, con la nacionalización del ferrocarril de ancho ibérico, la línea férrea comprendida Alcázar de San Juan y Cádiz pasó a manos de RENFE. Bajo la nueva compañía, durante las siguientes décadas se electrificó la línea y en algunos tramos se introdujo doble vía. En la década de 1980 fueron clausurados al tráfico algunos ramales, como el de Linares-Vadollano o Jerez-Sanlúcar. En torno a 1988-1989 se comenzó la construcción de un Nuevo Acceso Ferroviario a Andalucía (NAFA) para descongestionar la saturación que el tráfico ferroviario de esta línea había alcanzado en zonas como el puerto de Despeñaperros. Ello supuso la llegada de una nueva línea de alta velocidad, en ancho europeo estándar, y la consiguiente reorganización de los servicios ferroviarios en Sevilla y Córdoba, con la construcción de nuevas estaciones en dichas ciudades.
En enero de 2005, con la división de RENFE en Renfe Operadora y Adif, la línea pasó a depender de esta última.
Desde finales del siglo XX la antigua línea Sevilla-Cádiz ha sido sometida a diversas mejoras e intervenciones, en vistas de su futura transformación en una línea de alta velocidad. Como parte de dicho esfuerzo, se ha procedido a una progresiva introducción de la doble vía a lo largo de todo el trazado. Entre los años 2000 y 2002 buena parte del trazado que transcurre por la ciudad de Cádiz fue soterrado, siendo también construida una nueva estación terminal que sustituía a la anterior de «Andaluces». Además, en 2013 se completó la llamada «nueva variante de Lebrija», que suponía la entrada en servicio de un nuevo trazado en el tramo comprendido entre las estaciones de Cabezas de San Juan y Aeropuerto de Jerez.

## Trazado y características
Su punto fuerte lo constituye su importancia como eje principal de la red convencional para conectar Andalucía con el centro de España. Esta línea de 576,90 kilómetros de longitud, en ancho ibérico, está totalmente electrificada a 3 KV. 
No cuenta, sin embargo, con doble vía en todo su recorrido, lo que lo facilita cuellos de botella en alguno de sus puntos y explica la saturación de la misma especialmente antes de construirse la línea de alta velocidad Madrid-Sevilla. Los tramos con vía única se encuentran comprendidos entre las estaciones de Santa Cruz de Mudela y Vadollano —lo que se corresponde esencialmente con el paso de Despeñaperros— y entre Linares-Baeza y Lora del Río.
En términos de velocidad es una línea clásica con buen rendimiento, ya que permite en general velocidades máximas de 160 km/h con algunas reducciones a 140-130-135 km/h en zonas como Despeñaperros, entre Córdoba y Linares-Baeza y en la zona de Utrera hasta Jerez. En cambio, el tramo final permite en algunos puntos velocidades máximas de hasta 200 km/h debido a que el recorrido entre Sevilla y Cádiz el trazado clásico está siendo duplicado y adaptado a la alta velocidad, con traviesas polivalentes para facilitar un futuro cambio del actual ancho ibérico a un ancho UIC.
La línea emplea tres tipos de Bloqueos de seguridad: el Bloqueo Automático de Vía Doble Banalizada (BAB), el Bloqueo Automático en Vía Doble (BAD) y el Bloqueo Automático en Vía Única (BAU), todos ellos con CTC (Control de Tráfico Centralizado).

### Kilometraje
El trazado sigue el kilometraje original de la línea férrea Madrid-Sevilla, por lo que la sección Alcázar de San Juan-Sevilla toma la estación de Madrid-Atocha como punto de partida. El kilometraje del resto de la línea se corresponde con el histórico trazado de la línea Sevilla-Cádiz, tomando la primera como punto de partida. Esto se debe al hecho de que hasta 1990 la estación de Sevilla-Plaza de Armas constituía el final de la línea, si bien posteriormente la vía alargó su continuidad hasta Cádiz.

## Tráfico ferroviario
La línea cuenta con un intenso tráfico ferroviario tanto de pasajeros como de mercancías. Usan el trazado numerosos trenes de largo recorrido que provienen tanto de la región central como del Levante para proseguir hasta las principales ciudades andaluzas. Tampoco faltan los servicios de Media Distancia que emplean esta infraestructura, especialmente en Andalucía y entre Castilla-La Mancha y Extremadura —algunos partiendo desde Alcázar de San Juan—. Por último, las redes de Cercanías de Sevilla, Cádiz y Córdoba también utilizan una parte considerable del trazado.
Según datos del año 2010, el tramo Alcázar de San Juan-Sevilla recibe una media de entre 40 y 10 trenes de mercancías diarios. Mucho menor es este tipo de circulaciones en su tramo final entre Sevilla y Cádiz.